# 桑伯里和耶特 (英國國會選區)

在亞芬郡的位置

桑伯里和耶特（英語：Thornbury and Yate），英國國會一郡選區，位於英格蘭西南部南格洛斯特郡東北部，包括十五個地方選區。
創設於2010年。2010年大選中自民黨的史提夫·韋伯以51.9%選票成功在本區連任。